# Súbete a mi moto (canção)
"Súbete a mi moto" é uma canção da boy band porto-riquenha Menudo, lançada em 1981 pela gravadora Padosa, em seu álbum de estúdio Quiero ser. A canção foi composta por Edgardo Díaz e Carlos Villa de la Torre e originalmente interpretada por René Farrait.  Foi criada a pedido de Díaz, que percebeu o apelo que as motocicletas tinham para os adolescentes da época.
A letra fala sobre liberdade e sobre seguir os desejos, convidando uma pessoa amada a escapar para um lugar onde ambos possam ser felizes e despreocupados, simbolizando a busca por uma vida sem preocupações.
Em 2020, estreou no Prime Video uma minissérie que leva o nome da canção no título.

## Diferentes versões
Inicialmente, o título pensado era "Sube a mi motora", mas foi alterado devido a controvérsias linguísticas. No México, "motora" estava associada a drogas ilegais (cigarro de maconha)o que levou à adoção do título "Súbete a mi moto". No entanto, em Porto Rico, a palavra "moto" tinha conotação similar, o que gerou problemas locais.  Mesmo assim, a versão com "moto" se tornou predominante na América Latina.
A música foi interpretada por René Farrait na versão original e utilizada no filme do Menudo de 1982, Una aventura llamada Menudo, no qual Charlie Massó, substituto de Farrait, a interpretou. Em 1984, quando a gravadora Som Livre resolveu investir na carreira do Menudo no Brasil, foi criada uma versão em português que foi interpretada por Roy Rosselló e incluída no álbum Mania, que trazia grandes sucessos do grupo adaptados para o idioma. Em 1997, ela foi regravada no álbum autointitulado do MDO, sendo interpretada por Anthony Galindo.

## Desempenho comercial
Comercialmente, bateu recordes de vendas e atingiu as primeiras posições das paradas musicais de Porto Rico, México e Venezuela. A canção se tornou uma das mais populares do disco de 1981, e é considerada por fãs a canção assinatura do grupo.

## Lista de faixas
- Créditos adaptados da contracapa dos compactos "Súbete a mi moto" (1981),[10] e "Súbete a mi moto" (1982).[11]

### Versão espanhola
Lado A
| N.º | Título             | Compositor(es)            | Duração |  |
| 1.  | "Súbete a mi moto" | Edgardo Díaz Carlos Villa | 3:28    |  |

Lado B
| N.º | Título          | Compositor(es)    | Duração |  |
| 1.  | "Rock en la TV" | Díaz Carlos Villa | 3:10    |  |

### Versão mexicana
Lado A
| N.º | Título             | Compositor(es)            | Duração |  |
| 1.  | "Súbete a mi moto" | Edgardo Díaz Carlos Villa | 3:08    |  |

Lado B
| N.º | Título     | Compositor(es)             | Duração |  |
| 1.  | "Claridad" | Carlos Villa Umberto Tozzi | 4:10    |  |

## Tabelas

### Tabelas semanais
| Tabela musical (1982)      | Posição |
| -------------------------- | ------- |
| México (Notitas Musicales) | 3       |